# Göran Honkamaa
Anders Robert Göran Honkamaa, född 6 september 1939 i Hietaniemi församling i Norrbottens län, är en svensk militär.

## Biografi
Honkamaa avlade officersexamen vid Krigsskolan 1966 och utnämndes samma år till fänrik vid Norrbottens regemente, där han befordrades till kapten 1972. Han gick Högre kursen vid Militärhögskolan 1975–1977, tjänstgjorde vid staben i Övre Norrlands militärområde 1977–1985, befordrades till överstelöjtnant 1983 och var bataljonschef vid Norrbottens regemente 1985–1987. År 1987 befordrades han till överste, varefter han var chef för Operationsledningen vid staben i Övre Norrlands militärområde 1987–1988 och chef för Norrbottens regemente 1988–1993. År 1993 befordrades han till överste av första graden, varpå han var chef för Bodens artilleriregemente 1993–1994 samt befälhavare för Bodens försvarsområde (den 1 januari 1998 namnändrat till Norrbottens försvarsområde) tillika kommendant på Bodens fästning och chef för Bodens garnison 1993–1999. Han var 1999–2004 fastighetsdirektör och chef för Norra förvaltningsavdelningen i Fortifikationsverket.

Honkamaa har ett stort intresse för såväl sport som kultur och innehar flera engagemang. Några betydelsefulla uppdrag:
- 2002-2019. Ordförande Svenska Bastuakademin. 2019 invald som hedersmedlem[11],
- Ansvarig tävlingsledare total-SM längdskidåkning och ordförande i Bodens Skidallians,[12]
- 2019 tilldelades han också skidskytteförbundets hederstecken för betydelsefullt arbete för den internationella skidskyttesportens utveckling.[13]